# Odysséas Eskitzóglou
Odysséas Eskitzóglou (grec moderne : Οδυσσέας Εσκιτζόγλου) ou Odysseus Eskitzoglou est un skipper grec né le 3 mai 1932 au Pirée et mort le 26 août 2018.

## Carrière
Odysséas Eskitzóglou obtient une médaille d'or (avec le diadoque Constantin de Grèce et Geórgios Zaïmis) dans la catégorie des Dragons des Jeux olympiques d'été de 1960 à Naples.